# Hospital de Navarra
El Hospital de Navarra era un centro hospitalario público ubicado en la ciudad de Pamplona (Navarra). Fue la continuación del Hospital de la Misericordia que llevaba funcionando desde el siglo XVI en el centro de la ciudad. La titularidad y gestión del centro pertenecía al Servicio Navarro de Salud. Desde 2011 su gestión, y la del contiguo Hospital Virgen del Camino, fueron centralizadas pasando ambos centros a formar el denominado Complejo Hospitalario de Navarra.

## Historia
Su creación partió de una iniciativa privada a comienzos del siglo XX. Por escritura ante notario Polonio Escolá cedió graturitamente a Concepción Benitez los terrenos del Soto de Barañáin, Concepción adquirió otros terrenos contiguos:en su conjunto se construyó el hospital que  en ocasiones fue denominado como Hospital de Barañáin. El proyecto fue del arquitecto Enrique Epalza, asesorado por el médico Antonio Simonena. Se organizaba con veintinueve edificios dispuestos en tres filas con pabellones, capilla y viviendas para el personal. Los pabellones tenían solo planta baja. Se inició su construcción en 1906 y en 1913 se paralizó la construcción, cuando ya estaban finalizados la capilla y seis de los veintinueve pabellones previstos. Los terrenos fueron cedidos al ayuntamiento de Pamplona, tras rechazarlos la Diputación, en ese momento no se le llegaron a dar uso. En 1928 se cedieron al Estado con el fin de instalar el Patronato Nacional de Ciegos, y de esta forma se reiniciaron las obras. Los pabellones se ampliaron en dos plantas, según el proyecto de 1929, manteniendo el diseño inicial de las fachadas.
Tras desaparecer el patronato fue adquirido por la Diputación Foral de Navarra y en 1932-33 se trasladaron a este lugar las instalaciones del antiguo Hospital de la Misericordia, que estaba donde hoy se encuentra el Museo de Navarra. En 1982 se trasladó también allí la Maternidad y Orfanato de Navarra, que había sido fundada en 1804 por Joaquín Úriz Lasaga, arcediano de la catedral de Pamplona.
En los años 50 las grandes salas se transformaron en habitaciones y se derribaron algunos pabellones. En los años 60 se cambió de modelo organizativo con la construcción de un edificio central que unía los pabellones A,B,C y D. Desde 1976 se replanteó la adecuación funcional con diversas reformas y ampliaciones efectuadas en los años 80. Las ampliaciones y nuevos edificios se siguen efectuando a comienzos del siglo XXI.[cita requerida]
Actualmente, se encuentra dentro de la estructura del Hospital Universitario de Navarra, denominado anteriormente Complejo Hospitalario de Navarra, fusión del Hospital con el antiguo Hospital Virgen del Camino.